# Parlament de Catalunya

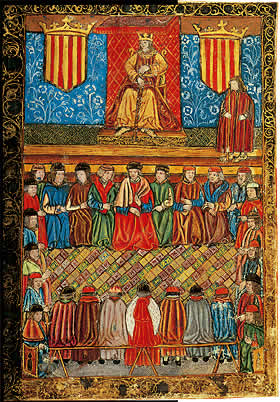
Les Corts Catalanes segons una miniatura d'un incunable del

El Parlament de Catalunya (castellà: Parlamento de Cataluña, occità: Parlament de Catalonha) és l'òrgan legislatiu de la Generalitat de Catalunya. És una de les institucions que formen la Generalitat de Catalunya, juntament amb la Presidència de la Generalitat de Catalunya, el Consell Executiu o Govern, el Consell de Garanties Estatutàries, el Síndic de Greuges, la Sindicatura de Comptes i el Consell de l'Audiovisual de Catalunya. L'article 55 de l'Estatut de Catalunya de 2006 defineix el Parlament com aquell que:
1. Representa el poble de Catalunya.
2. Exerceix la potestat legislativa, aprova el Pressupost de la Generalitat de Catalunya i controla i impulsa l'acció política i de govern.
3. És inviolable.

La seva composició ha de ser d'entre 100 i 150 diputats, actualment està format per 135 diputats, que s'elegeixen per sufragi universal. Les seves sessions són dutes a terme al Palau del Parlament al parc de la Ciutadella de Barcelona.
Els primers antecedents es remunten al segle xi, amb la Cort Comtal de Barcelona i les Assemblees de Pau i Treva, evolucionant en la Cort de General de Catalunya. El Parlament actual es va establir el 1932, durant la Segona República Espanyola. Després de la Guerra Civil (1936-1939) va exiliar-se i es va restablir definitivament l'any 1980.

## Història

### Les Corts Catalanes (1283-1714)
Establertes el 1283, segons Thomas Bisson, les Corts catalanes han estat considerades pels historiadors el veritable model d'un parlament medieval. Així, l'historiador del constitucionalisme anglès Charles Howard McIlwain va escriure: "en la Definició d'organització i regularitat de procediment, ni el parlament anglès ni els estats francesos es poden comparar amb les Corts de Catalunya" del segle xiv.
Els primers antecedents de la institució parlamentària catalana es remunten al segle xi, amb les assemblees de Pau i Treva i la Cort Comtal. Durant el regnat de Jaume I, la Cort Comtal es transformà en les Corts Generals de Catalunya, institució que es consolidà en regnats posteriors. Les Corts Generals tenien tres braços: el braç militar, que reunia els representants de la noblesa; el braç eclesiàstic, amb els representants de la jerarquia religiosa, i el braç reial, amb els representants dels municipis. Cal dir que sectors molt amplis de la població no hi eren representats.
Al segle xiv, de les Corts Generals sorgeix un organisme permanent, la Diputació del General o Generalitat. Durant els segles xvi i xvii, aquesta institució va actuar com a govern de Catalunya, defensant el sistema constitucional davant dels monarques de la Casa d'Àustria, que governaven des de Madrid.
Al segle xviii, després de la Guerra de Successió, el Decret de Nova Planta va abolir qualsevol institució catalana d'autogovern.

### La Mancomunitat de Catalunya (1913-1925)
No va ser fins al segle xx que va tornar-hi a haver un òrgan d'autogovern català, la Mancomunitat de Catalunya (1913-1925), que va ser abolida per la dictadura de Miguel Primo de Rivera.
Tot i que havia de tenir funcions purament administratives, i les seves competències no anaven més enllà de les diputacions provincials, va adquirir una gran importància política: representava el primer reconeixement per part de l'estat espanyol de la personalitat i de la unitat territorial de Catalunya des del 1714.
Estava integrada per una assemblea que aplegava els noranta-sis diputats de Catalunya a les Corts espanyoles, i pel Consell, format per vuit consellers i el President. La seva acció política va estar regida pel consens entre les diferents orientacions presents, fossin o no catalanistes.

### El Parlament de la Catalunya republicana (1932-1939)
El 1931, s'instituí la Generalitat de Catalunya, i amb ella el Parlament. Les primeres eleccions al Parlament de Catalunya tingueren lloc el 20 de novembre de 1932 i la sessió constitutiva s'escaigué el 6 de desembre del mateix any. La Guerra Civil espanyola significà altre cop la fi del parlament, el 1938.

### De l'exili al restabliment (1939-1980)
A la fosca etapa entre el 1939 i el 1980 el Parlament sobrevisqué només en el desig dels patriotes catalans i la duresa d'un exili forçat després de l'abolició per la força militar de les institucions constitucionals, mentre les forces democràtiques internacionals, es rentaven les mans amb el pretext de no interferir en un assumpte intern, i tancaven els ulls als ajuts dels feixismes italià i alemany.

### El Parlament avui: catalanisme, democràcia i participació (1980-actualitat)
El Parlament actual fou restaurat poc després que la Generalitat de Catalunya, i legalitzat formalment amb l'aprovació de l'Estatut d'Autonomia de 1979. Jaume Giménez Serra, ordenança del Parlament quan va ser tancat arran de l'avenç de les tropes del bàndol sollevat, va ser la persona qui obrí les portes d'aquest edifici quaranta-un anys després de tancar-les. Les primeres eleccions al Parlament de Catalunya restablert tingueren lloc el 20 de març de 1980 i la sessió constitutiva s'escaigué el 10 d'abril del mateix any.
El 27 d'octubre de 2017 es va aprovar una DUI (Declaració Unilateral d'Independència) en una votació secreta amb 70 vots a favor, 10 en contra i 2 en blanc, absent la majoria de l'oposició en protesta. (anul·lada pel Tribunal Constitucional, a causa del recurs del Govern d'Espanya).

## Marc jurídic
El marc jurídic es preveia en la llei 3/1982 de 23 de març, però aquesta llei fou derogada amb l'entrada en vigor de la Llei 13/2008, de 5 de novembre, de la Presidència de la Generalitat i del Govern,que s'absté de regular el Parlament, ja que l'Estatut del 2006 en retirava la reserva de llei i l’atribuïa íntegrament al Reglament del Parlament de Catalunya

## Organització
Avui en dia el Parlament de Catalunya és un òrgan de representació legislativa format per una sola cambra. Els seus membres són escollits per a períodes de quatre anys des de la data de realització de les eleccions. Des de la transició la seva elecció es fa per llistes tancades i bloquejades per a cadascuna de les quatre circumscripcions electorals actuals, les quatre províncies catalanes (des de 1979: 85 diputats a Barcelona, 18 a Tarragona, 17 a Girona i 15 a Lleida). El funcionament i organització interna del Parlament es regula mitjançant un reglament que té rang de llei. La dissolució del Parlament és atribuïda expressament al President de la Generalitat.

### El Ple i la Diputació Permanent

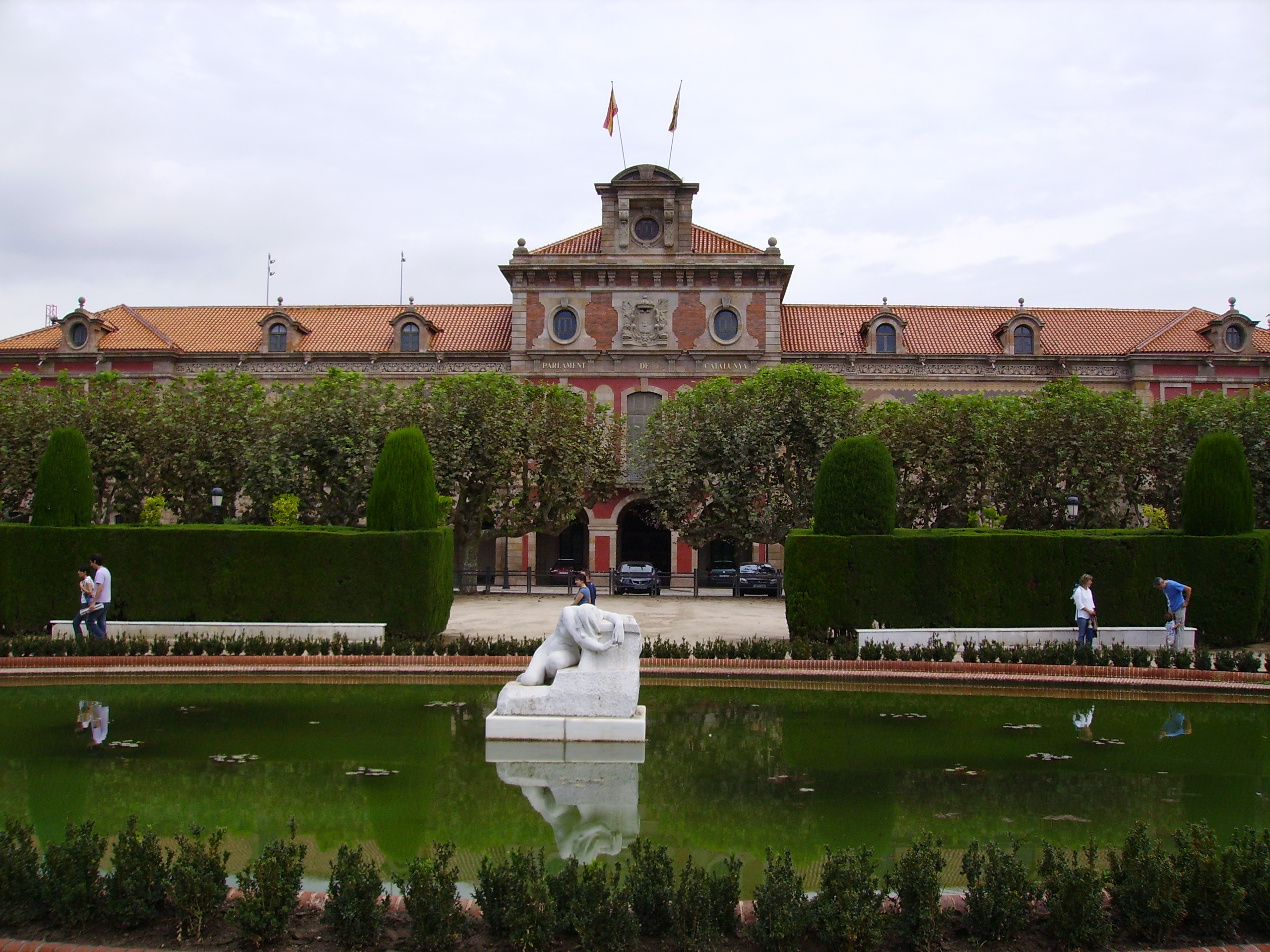
L'edifici del Parlament de Catalunya, situat al Parc de la Ciutadella, a Barcelona, amb l'escultura Desconsol, en primer terme

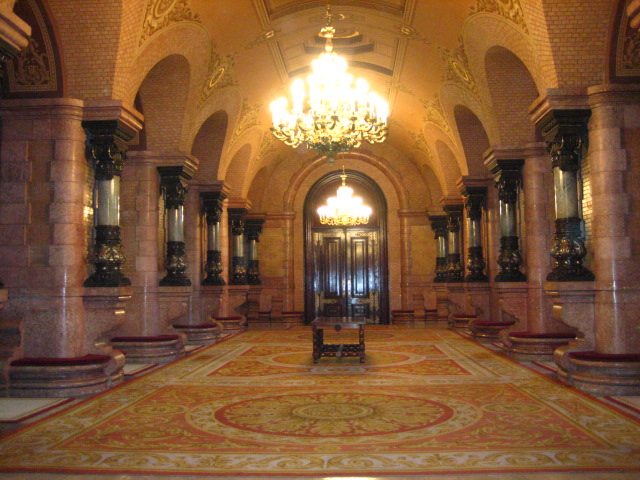
Sala de passos perduts que mena al despatx presidencial

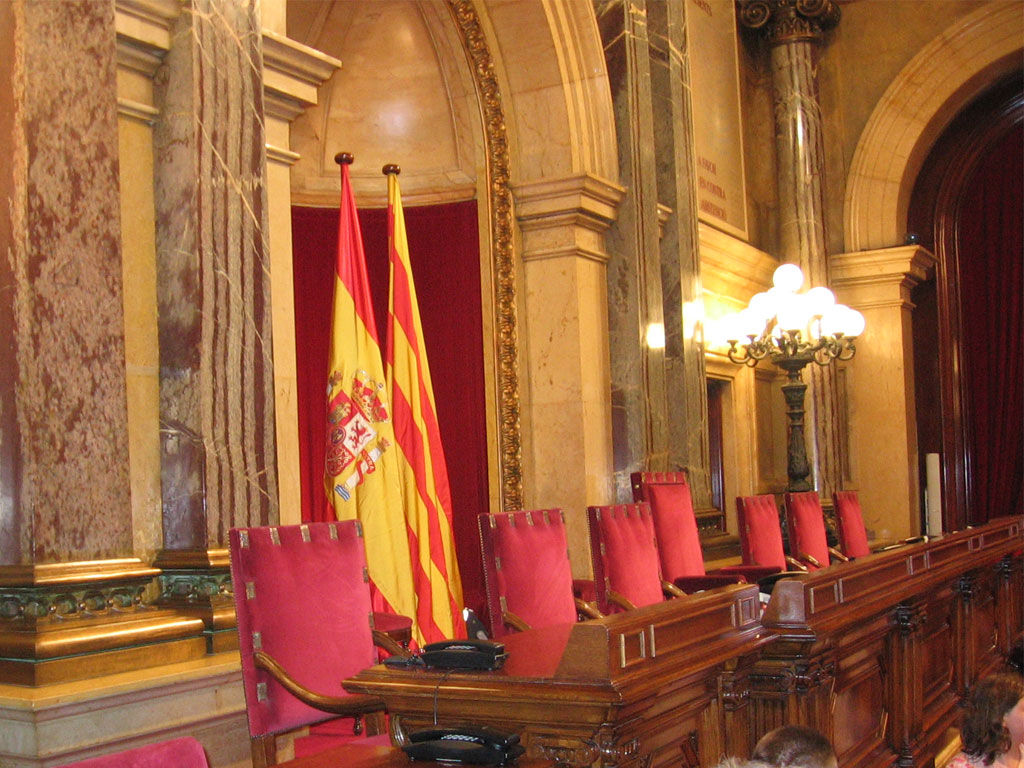
Mesa presidencial

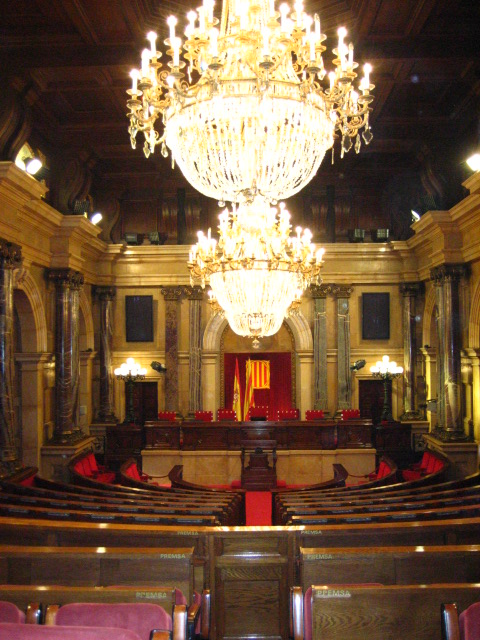
Saló de plens

Un cop celebrades les eleccions, el Parlament es constitueix en les dates segons el que disposa el decret del President de la Generalitat pel qual es convocaven les eleccions, i que ha d'estar dins dels 20 dies següents al dia de la celebració de les eleccions. En el cas que no fos dictat el decret de convocatòria, el Parlament es constituirà a les deu del matí del 5è dia següent a l'expiració del termini indicat. En aquesta sessió de constitució es forma una mesa d'edat transitòria que regirà la presa de possessió dels diputats electes. Els diputats prenen les seves atribucions en una primera reunió plenària constitutiva. En aquesta sessió constitutiva els diputats prenen possessió de la seva acta.
El conjunt de tots els diputats és el Ple i aquest és l'òrgan suprem del Parlament, debat i decideix sobre les matèries que són de la seva competència segons l'Estatut. El ple es reuneix ordinàriament en dos períodes anuals: del 16 agost al 31 de desembre; i del 15 de gener al 31 de juliol. Fora d'aquests períodes el ple no es reuneix excepte si ho demanen el President de la Generalitat; tres grups parlamentaris; la quarta part dels seus membres o la Diputació Permanent.
La Diputació Permanent (art. 65 - 67 del Reglament) assumeix les funcions del ple fora dels períodes de sessions ordinaris i en el moment que es convoquen eleccions al Parlament. La formen 23 diputats de forma corresponent a la composició relativa del Parlament. És presidida igualment pel president del Parlament.

### El President i la Mesa
Tot seguit el ple escull per votació directa entre els mateixos diputats el president del Parlament i la mesa del Parlament que són els set diputats que regiran el funcionament intern del parlament. El President és escollit de la següent manera:
- Majoria absoluta en la 1a votació.
- En cas que cap diputat obtingui majoria absoluta, es repeteix l'elecció entre els dos diputats que s'hagin apropat més a la majoria, sent escollit per majoria absoluta.
- En cas de paritat es repeteix la votació fins a 4 vegades. Si segueix la paritat, és elegit el diputat de la formació amb major representació.

El president representa la institució que presideix i és responsable de fer complir el reglament i mantenir l'ordre i l'educació durant les sessions parlamentàries. La Mesa és presidida pel mateix president del Parlament, dos vicepresidents i quatre secretaris. La Mesa assisteix al President en les seves funcions. El president pot delegar algunes de les seves funcions en els vicepresidents. L'article 29.3 del reglament atribueix a la mesa les funcions de:
- Adoptar les decisions que requereixen les tramitacions parlamentàries, en cas de dubte o de llacuna reglamentària.
- Adoptar les decisions i les mesures que requereix l'organització del treball parlamentari.
- Executar els pressupostos del Parlament.
- Qualificar, d'acord amb el Reglament, els escrits i els documents d'índole parlamentària, i declarar-ne l'admissibilitat o la inadmissibilitat.
- Decidir la tramitació de tots els escrits i els documents d'índole parlamentària, d'acord amb les normes establertes per aquest reglament.
- Aplicar els Estatuts del règim i el govern interiors del Parlament, i elaborar les propostes de modificació que correspongui. (mesa ampliada)
- Elaborar el pressupost del Parlament perquè, si escau, sigui aprovat pel Ple. (mesa ampliada)
- Controlar l'execució del pressupost i presentar al Ple la liquidació corresponent en cada període de sessions. (mesa ampliada)
- Aprovar la composició de les plantilles de personal del Parlament i les normes que regulen la manera d'accedir-hi. (mesa ampliada)
- Complir qualsevol altra funció que li encomana aquest reglament i les de caràcter executiu que no són atribuïdes a cap òrgan específic.
- Declara la condició de Cap de l'oposició.

Hi ha funcions que han de ser tramitades per la mesa ampliada que resulta d'afegir un diputat dels grups parlamentaris que no estiguin ja representats a la Mesa.

### Grups parlamentaris
Els diputats es poden agregar per a constituir grups parlamentaris que són adscrits a un sol partit polític o coalició electoral (art. 19 del Reglament). Cada diputat només pot pertànyer a un sol grup parlamentari. Cal un mínim de 5 diputats per a formar un grup parlamentari propi. Els diputats que no s'integren a cap grup parlamentari passen a formar el grup mixt.
Cada grup parlamentari pot designar potestativament un portaveu. El conjunt de portaveus, la Junta de Portaveus, assessora a la Mesa del Parlament per a l'ordenació i regulació les sessions parlamentàries, l'assignació dels escons a cada parlamentari, assignar a quina comissió s'han d'adreçar les proposicions i projectes de lleis. Els vots dels portaveus són ponderats segons el pes específic del seu grup parlamentari.

### Comissions
L'elaboració de les lleis es debat normalment en comissions parlamentàries. Les comissions són agrupacions de diputats encarregats de tractar qüestions relatives a un determinat tema. Tots els grups parlamentaris tenen dret a formar part de cada comissió. En el cas que una comissió no pugui ser formada per un nombre de membres proporcional a la composició en grups del ple, hi tindran vots ponderats a la seva representació parlamentària. En són exemples la Comissió d'Economia, Finances i Pressupost o la Comissió de Política Territorial.
Les comissions es distingeixen en legislatives i específiques. Les legislatives tenen per objecte redactar les lleis per a ser aprovades en ple o bé, per delegació expressa d'aquest, ser aprovades en la mateixa comissió. Les específiques són formades per a tractar un tema concret o per a relacionar-se amb altres institucions. Són comissions específiques les d'estudi, les d'investigació, les de seguiment.

### Diputació Permanent
Formada per 23 membres presidits pel president del Parlament i amb representació política proporcional a la força numèrica del ple. Tots els grups parlamentaris tenen dret a tenir-hi un membre com a mínim. La Diputació Permanent vetlla pels poders de la cambra quan el Parlament resta entre períodes de sessions, un cop expirat el mandat parlamentari o un cop dissolt el Parlament, i té la potestat de convocar el ple, sempre que sigui per majoria absoluta dels seus membres.

## Funcions
- Aprova lleis sobre matèries que l'Estatut estableix com a exclusives de la Generalitat de Catalunya i també sobre les matèries compartides amb l'Estat.
- Aprova els pressupostos del Govern de la Generalitat de Catalunya.
- Controla l'acció del Govern: El Parlament té el poder d'aprovar o fer caure el Govern, i al llarg de la legislatura té una funció de control atès que el Govern i el seu President són políticament responsables davant del parlament. També té competències de control dels organismes dependents del Govern i les empreses públiques.
- Elegeix el President de la Generalitat
- Elegeix i nomena el Síndic de Greuges
- Elegeix vuit senadors que representaran Catalunya al Senat d'Espanya.

## Composició
Durant el període republicà el Parlament de Catalunya estava constituït per 85 diputats. Des de la seva restauració el 1980 està constituït per 135 diputats. En les diferents legislatures la seva composició ha estat la següent (en negreta les majories absolutes):

### I Legislatura republicana

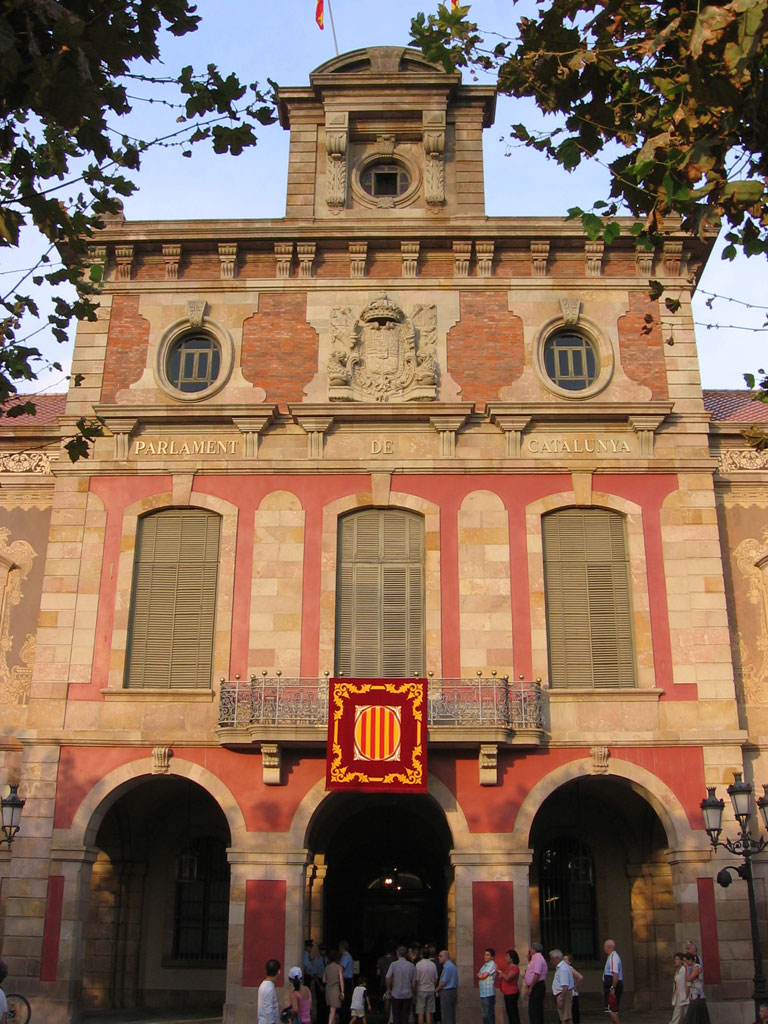
Façana del Parlament de Catalunya

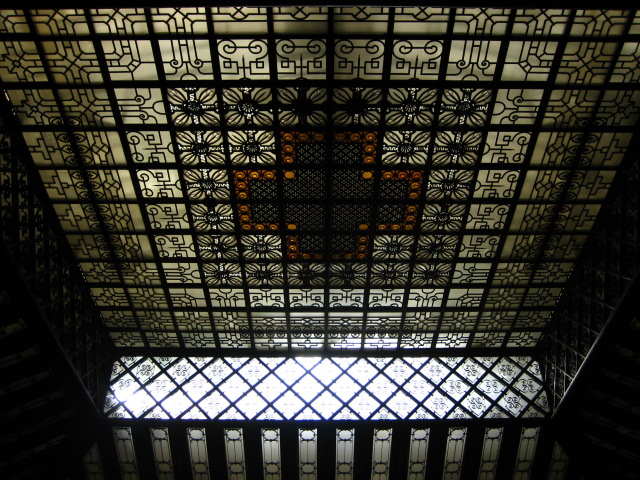
Claraboia que cobreix l'escala d'honor

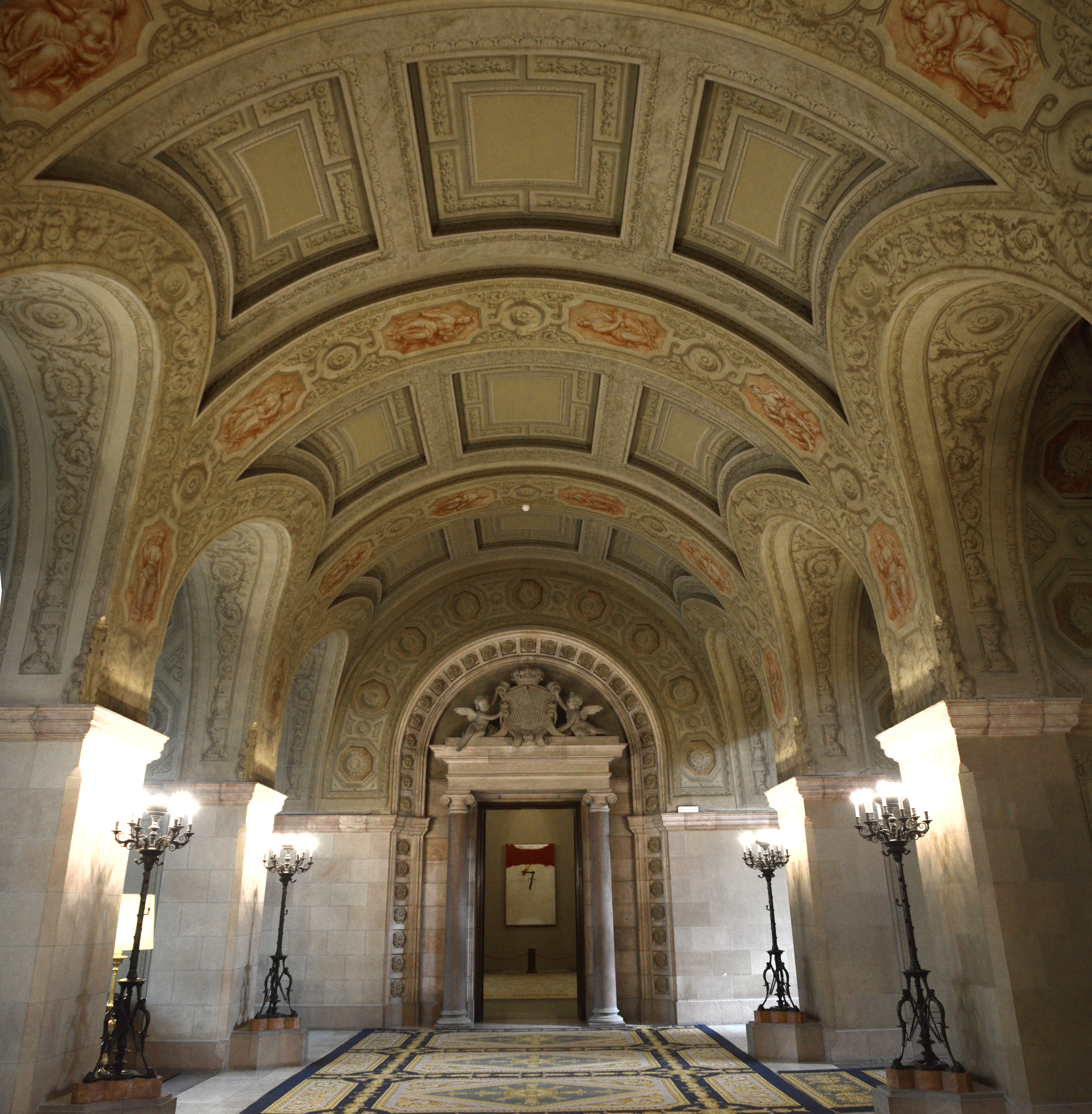
Saló dels canelobres

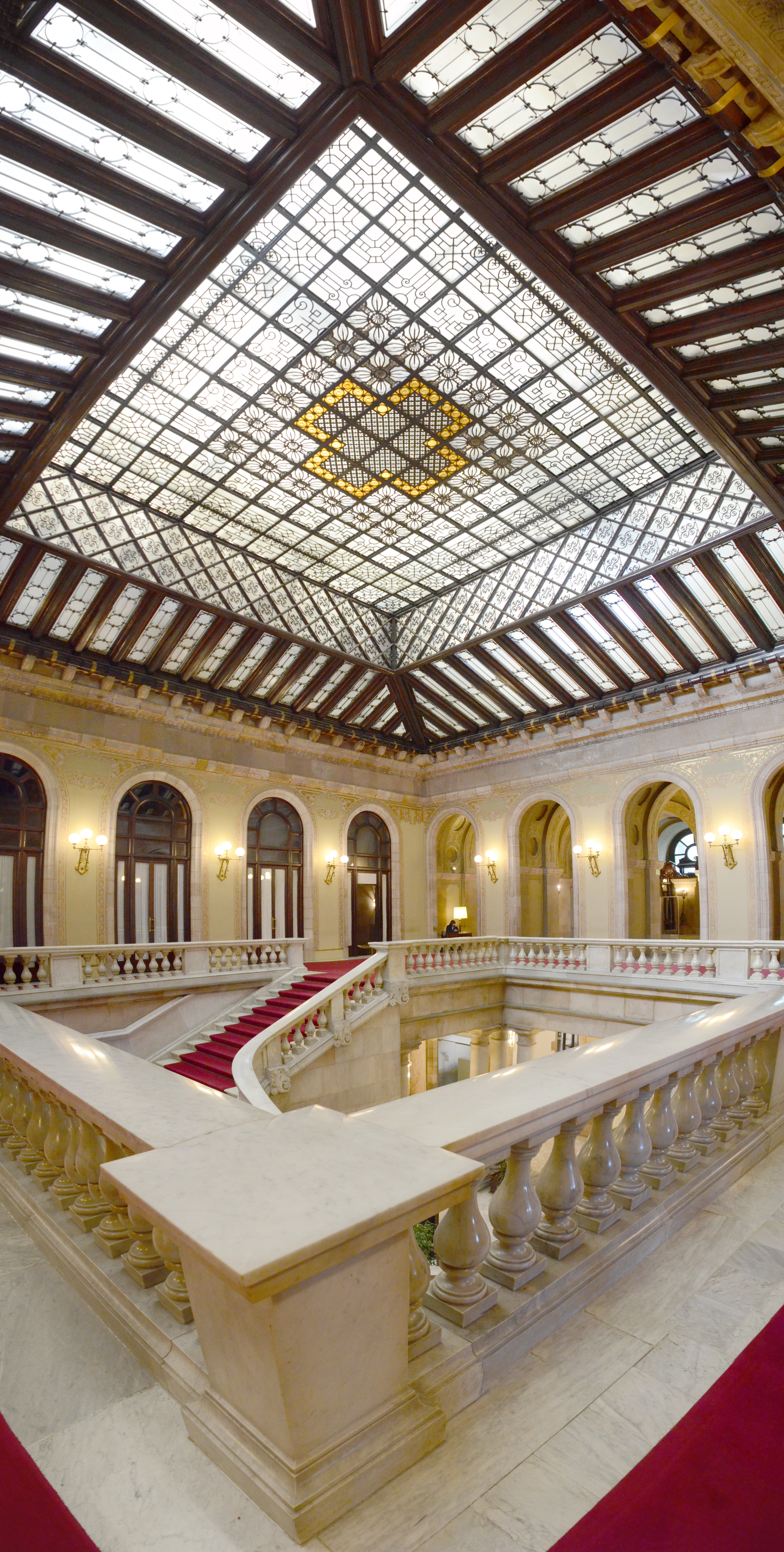
Escala d'honor

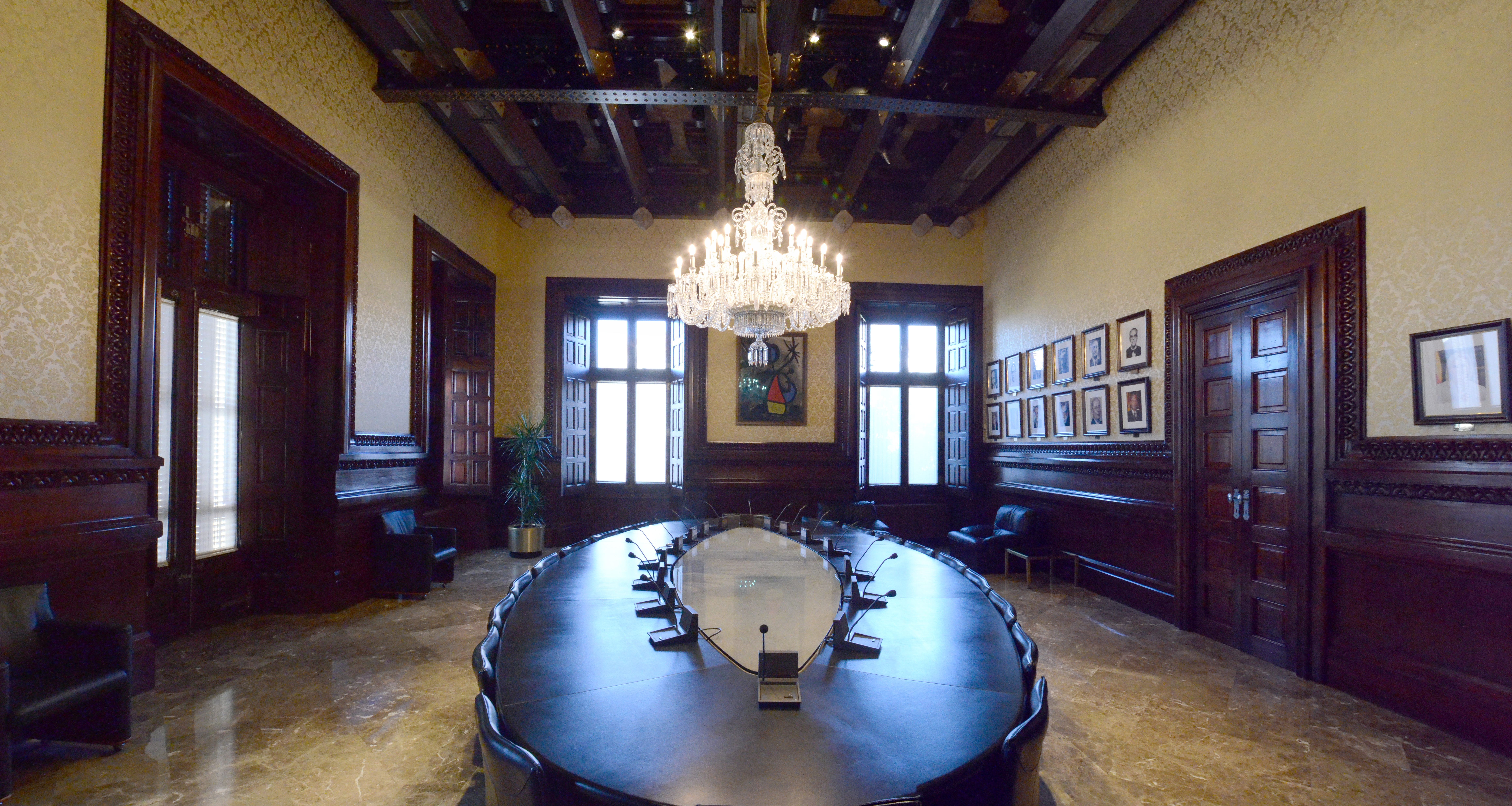
Sala de la mesa

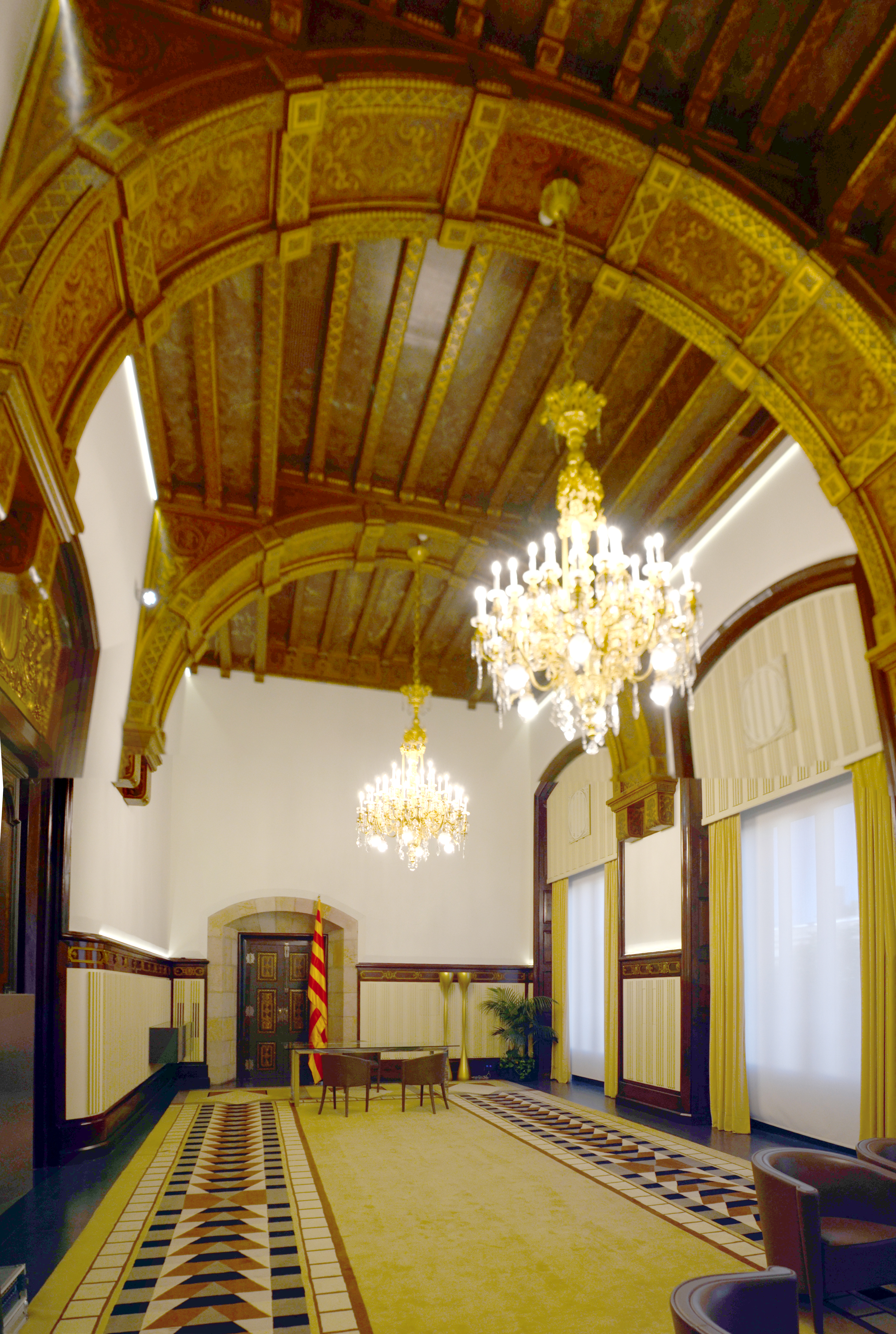
Despatx de la presidència

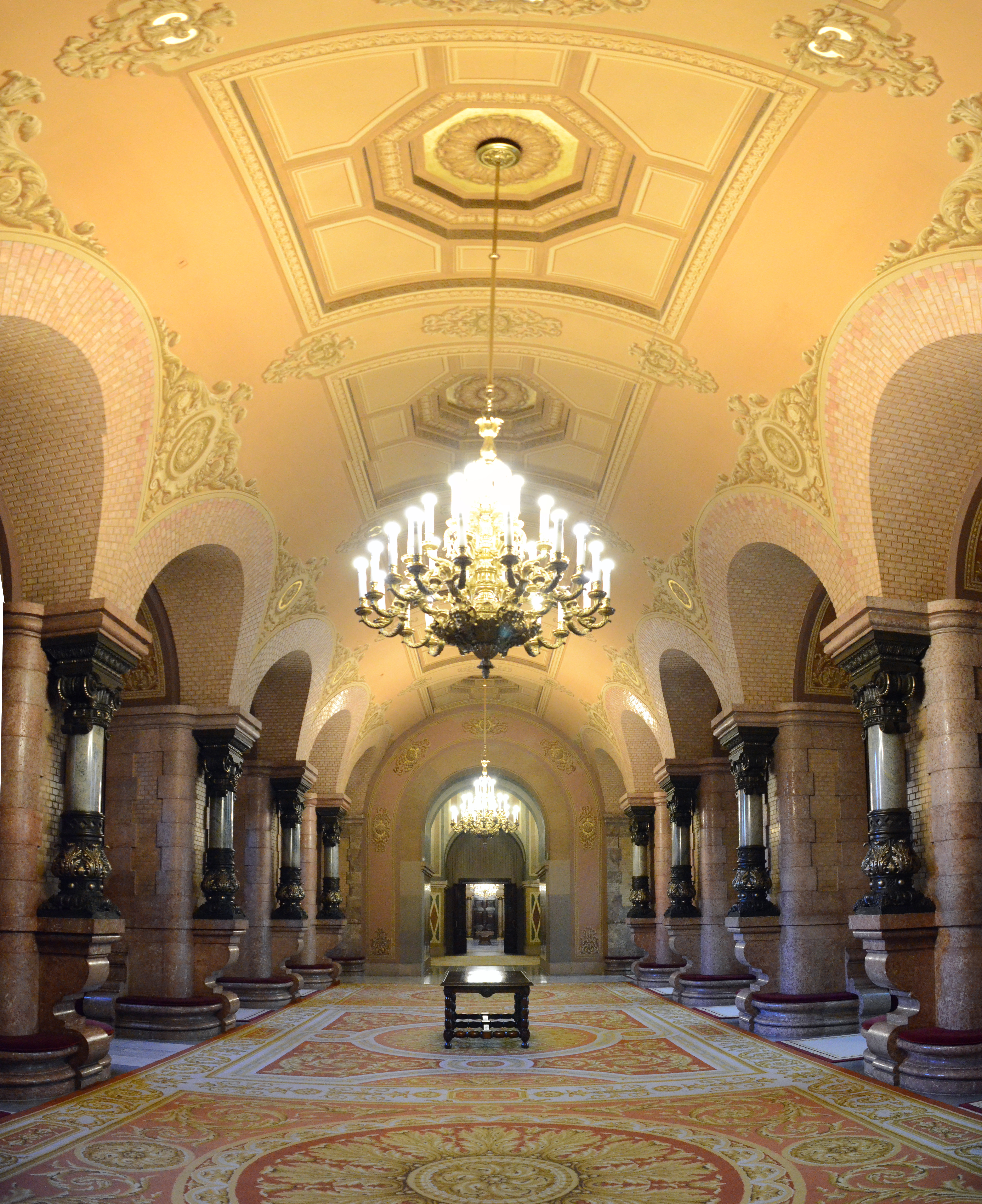
Saló rosa

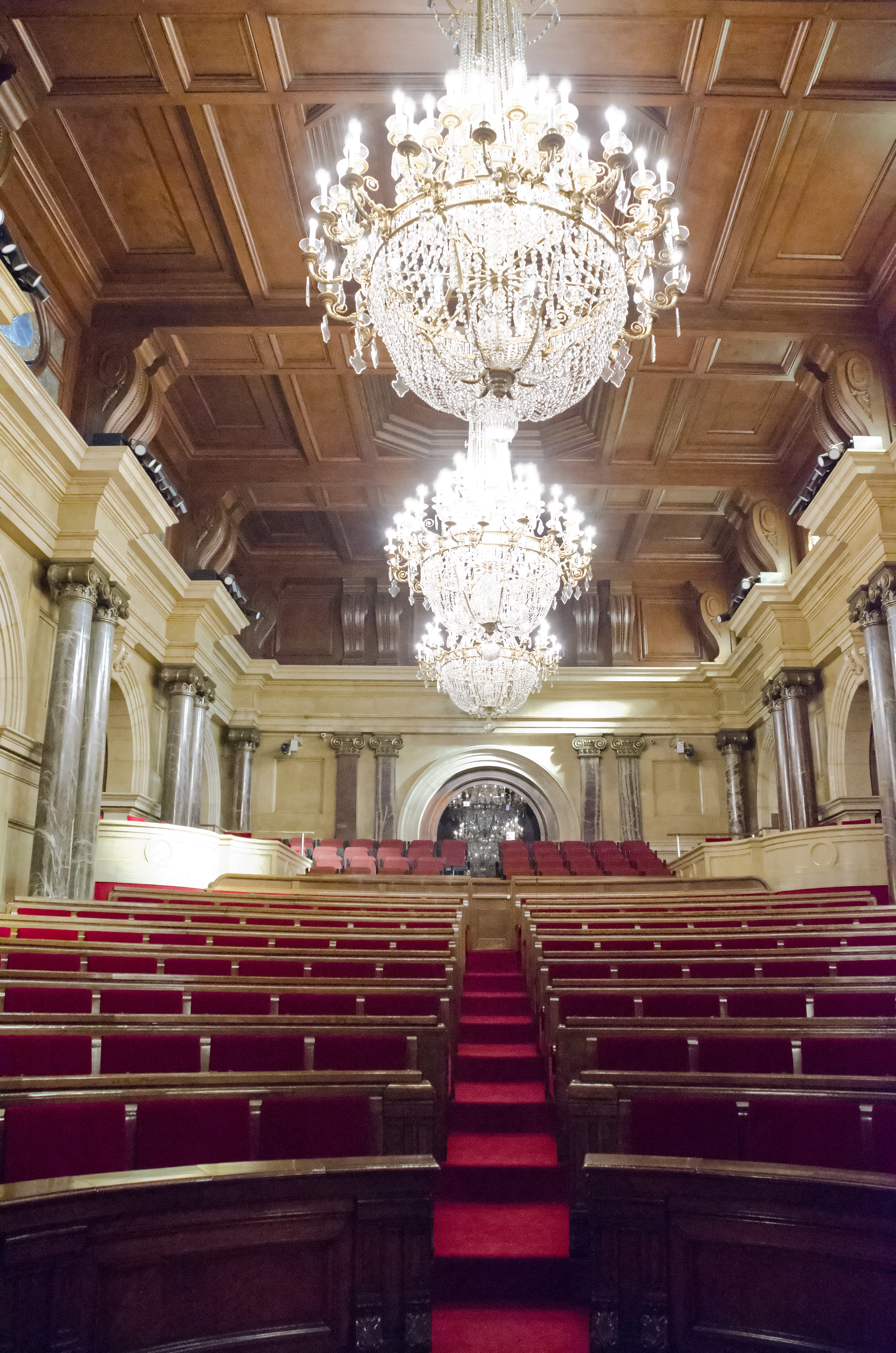
Sala de plens vista des del faristol

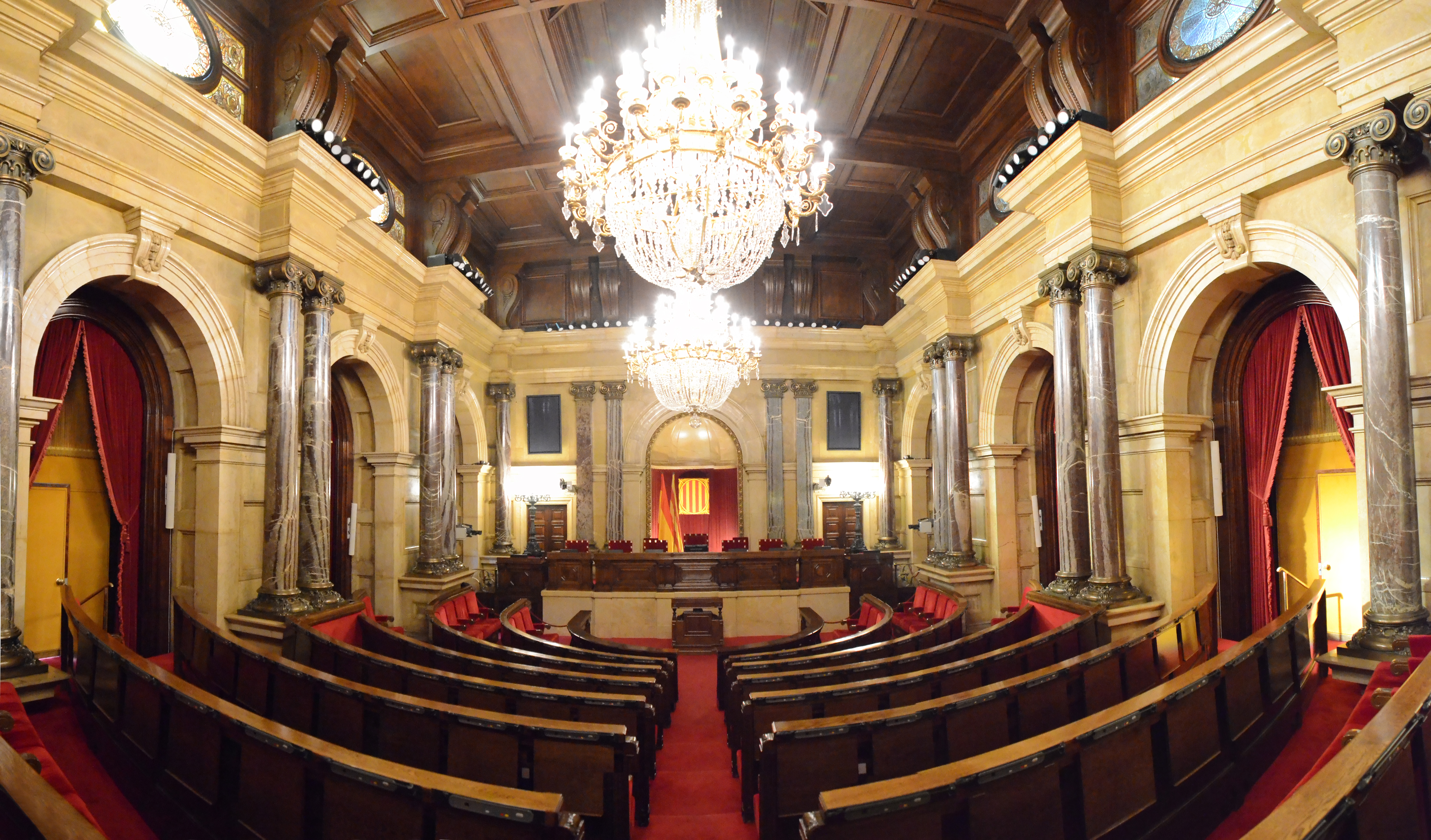
Panoràmica del saló de plens del Parlament de Catalunya vist des del fons del saló.

Panoràmica del saló de plens del Parlament de Catalunya vist des del faristol.

Eleccions celebrades el 20 de novembre de 1932:
- ERC: 56 escons (65,88%)
- LR: 16 escons (18,82%)
- USC: 5 escons (5,88%)
- PRAT: 4 escons (4,71%)
- UDC: 1 escó (1,18%)
- UC: 1 escó (1,18%)
- PRF: 1 escó (1,18%)
- PCR: 1 escó (1,18%)

Total: 85 escons

### I Legislatura de la Catalunya autonòmica
Després del restabliment de la Generalitat se celebraren eleccions el 20 de març de 1980. Sobre un cens de 4.432.776 persones, va haver-hi una participació del 61,34%:
- CiU: 43 escons (27,83%)
  - CDC: 35 escons
  - UDC: 8 escons
- PSC: 33 escons (22,43%)
- PSUC: 25 escons (18,77%)
- CC: 18 escons (10,61%)
- ERC: 14 escons (8,90%)
- PSA: 2 escons (2,66%)

Total: 135 escons

### II Legislatura de la Catalunya autonòmica
Eleccions celebrades el 29 d'abril de 1984. Sobre un cens de 4.494.340 persones, va haver-hi una participació del 64,36%:
- CiU: 72 escons (46,80%)
  - CDC: 56 escons
  - UDC: 16 escons
- PSC: 41 escons (30,11%)
- AP: 11 escons (7,70%)
- PSUC: 6 escons (5,58%)
- ERC: 5 escons (4,41%)

Total: 135 escons

### III Legislatura de la Catalunya autonòmica
Eleccions celebrades el 29 de maig de 1988. Sobre un cens de 4.564.389 persones, va haver-hi una participació del 59,37%:
- CiU: 69 escons (45,72%)
  - CDC: 54 escons
  - UDC: 15 escons
- PSC: 42 escons (29,78%)
- IC: 9 escons (7,76%)
  - PSUC: 6 escons
  - PCC: 2 escons
  - ENE: 1 escó
- AP: 6 escons (5,31%)
- ERC: 6 escons (4,14%)
- CDS: 3 escons (3,83%)

Total: 135 escons

### IV Legislatura de la Catalunya autonòmica
Eleccions celebrades el 15 de març de 1992. Sobre un cens de 4.839.071 persones, va haver-hi una participació del 54,87%:
- CiU: 70 escons (46,19%)
  - CDC: 54 escons
  - UDC: 16 escons
- PSC: 40 escons (27,55%)
- ERC: 11 escons (7,96%)
- IC: 7 escons (6,50%)
  - PSUC: 6 escons
  - ENE: 1 esco
- PP: 7 escons (5,97%)

Total: 135 escons

### V Legislatura de la Catalunya autonòmica
Eleccions celebrades el 19 de novembre de 1995. Sobre un cens de 5.079.981 persones, va haver-hi una participació del 63,64%:
- CiU: 60 escons (40,95%)
  - CDC: 46 escons
  - UDC: 14 escons
- PSC: 34 escons (24,88%)
- PP: 17 escons (13,08%)
- ERC: 13 escons (9,49%)
- IC-EV: 11 escons (9,71%)
  - PSUC: 9 escons
  - PCC: 1 escó
  - Els Verds: 1 escó

Total: 135 escons

### VI Legislatura de la Catalunya autonòmica
Eleccions celebrades el 17 d'octubre de 1999. Sobre un cens de 5.293.657 persones, va haver-hi una participació del 59,20%:
- CiU: 56 escons (37,70%)
  - CDC: 43 escons
  - UDC: 13 escons
- PSC - CpC (Barcelona): 36 escons (30,33%)
- PSC - CpC - IC-V (Tarragona, Lleida i Girona): 16 escons (7,52%)
- PP: 12 escons (9,51%)
- ERC: 12 escons (8,67%)
- IC-V: (Barcelona) 3 escons (2,51%)

Total: 135 escons

### VII Legislatura de la Catalunya autonòmica
Eleccions celebrades el 16 de novembre de 2003. Sobre un cens de 5.307.837 persones, va haver-hi una participació del 62,54%:
- CiU: 46 escons (30,94%)
  - CDC: 33 escons
  - UDC: 13 escons
- PSC - CpC: 42 escons (31,16%)
- ERC: 23 escons (16,44%)
- PP: 15 escons (11,89%)
- ICV-EUiA: 9 escons (7,28%)
  - ICV: 3 escons
  - EUiA: 1 escó
  - Independents: 2 escons

Total: 135 escons

### VIII Legislatura de la Catalunya autonòmica
Eleccions celebrades l'1 de novembre de 2006. Sobre un cens de 5.321.274 persones, va haver-hi una participació del 56,04%:
- CiU: 48 escons (31,52%)
  - CDC: 34 escons
  - UDC: 14 escons
- PSC - CpC: 37 escons (26,82%)
- ERC: 21 escons (14,03%)
- PP: 14 escons (10,65%)
- ICV-EUiA: 12 escons (9,52%)
  - ICV: 6 escons
  - EUiA: 2 escons
  - Independents: 1 escó
- C's: 3 escons (3,03%)

Total: 135 escons (Vegeu la llista completa de diputats)

### IX Legislatura de la Catalunya autonòmica
Eleccions celebrades el 28 de novembre de 2010. Sobre un cens de 5.363.688 persones, va haver-hi una participació del 58,78%:
- CiU: 62 escons (38,43%)
  - CDC: 45 escons
  - UDC: 17 escons
- PSC: 28 escons (18,38%)
- PP: 18 escons (12,37%)
- ICV-EUiA: 10 escons (7,37%)
  - ICV: 6 escons
  - EUiA: 2 escons
- ERC: 10 escons (7,00%)
- SI: 4 escons (3,29%)
- C's: 3 escons (3,39%)

Total: 135 escons (Vegeu la llista completa de diputats)

### X Legislatura de la Catalunya autonòmica
Eleccions celebrades el 25 de novembre de 2012. Sobre un cens de 5.257.252 persones, va haver-hi una participació del 67,76%:
- CiU: 50 escons (30,70%)
  - CDC: 37 escons
  - UDC: 13 escons
- ERC: 21 escons (13,70%)
- PSC: 20 escons (14,43%)
- PP: 19 escons (12,97%)
- ICV-EUiA: 13 escons (9,89%)
  - ICV: 10 escons
  - EUiA: 3 escons
- C's: 9 escons (7,56%)
- CUP: 3 escons (3,47%)

NOTA: El diputat del Grup Parlamentari Socialista Joan Ignasi Elena va deixar de formar part del partit, voluntàriament, el dia 18 de setembre del 2014 per problemes amb la direcció, i va passar a ser un diputat no-adscrit del Parlament, sense perdre el seu escó ni la representativitat a la Cambra. Elena tenia veu pròpia com si fos un grup parlamentari independent, tot i no formar part de cap d'ells. Amb la seva dimissió, el Grup Parlamentari Socialista es va quedar amb 19 escons, els mateixos que el Grup Parlamentari del PPC. A finals del mateix mes, Elena abandonà el Parlament i va ser substituït per Sergi Vilamala, recuperant el Grup Parlamentari Socialista els 20 escons. D'altra banda, la diputada del Grup Parlamentari Socialista Marina Geli va deixar de formar part del partit, voluntàriament, el dia 3 de febrer del 2015, i va passar a ser una diputada no-adscrita del Parlament, sense perdre el seu escó ni la representativitat a la Cambra. Amb la seva dimissió, el Grup Parlamentari Socialista es va tornar a quedar amb 19 escons, els mateixos que el Grup Parlamentari del PPC.
Total: 135 escons (Vegeu la llista completa de diputats)

### XI Legislatura de la Catalunya autonòmica
Eleccions celebrades el 27 de setembre de 2015. Sobre un cens de 5.510.853 persones, va haver-hi una participació del 74,95%:
- JxSí: 62 escons (39,59%) - [61 escons des del 6 de juny 2017 al passar el diputat Germà Gordó a ser diputat no adscrit][12]
  - CDC: 28 escons
  - ERC: 20 escons
  - Independents: 11 escons
  - Demòcrates de Catalunya: 1 escó
  - MES: 1 escó
- Cs: 25 escons (17,90%)
- PSC: 16 escons (12,72%)
- CSQP: 11 escons (8,94%)
  - ICV: 4 escons
  - Podem: 4 escons
  - Independents: 2 escons
  - EUiA: 1 escó
- PP: 11 escons (8,49%)
- CUP: 10 escons (8,21%)

Total: 135 escons (Vegeu la llista completa de diputats)

### XII Legislatura de la Catalunya autonòmica
Eleccions celebrades el 21 de desembre de 2017. Sobre un cens de 5.554.394 persones, va haver-hi una participació del 81,94%:
- C's: 36 escons (25,35%)
- Junts per Catalunya: 34 escons (21,66%)
  - Junts per Catalunya: 29 escons
  - Partit Demòcrata Europeu Català: 5 escons
- ERC-CatSí: 32 escons (21,38%)
  - Esquerra Republicana de Catalunya: 26 escons
  - Independents: 4 escons
  - Demòcrates de Catalunya: 2 escons
- PSC-Units: 17 escons (13,86%)
  - Partit dels Socialistes de Catalunya: 15 escons
  - Units per Avançar: 1 escons
  - Independents: 1 escó
- Catalunya en Comú-Podem: 8 escons (7,46%)
  - Catalunya en Comú: 4 escons
    - Iniciativa per Catalunya Verds: 2 escons
    - Barcelona en Comú: 2 escó

  - Podem: 4 escons
- CUP: 4 escons (4,46%)
- PP: 4 escons (4,24%)

Total: 135 escons (Vegeu la llista completa de diputats)

### XIV Legislatura del Parlament de Catalunya
La catorzena legislatura del Parlament de Catalunya (prèviament anomenada tretzena legislatura de la Catalunya autonòmica), va canviar de nom el 2 de juny de 2021 quan el Parlament de Catalunya va aprovar la Resolució 9/XIII, que establia que la legislatura es denominaria catorzena legislatura a partir del 4 de juny de 2021 en reconeixement del fet que la primera legislatura havia estat la de Macià el 1932.
Eleccions celebrades el 14 de febrer de 2021. Sobre un cens de 5.624.067 persones, va haver-hi una participació del 51,29%:
- PSC-Units: 33 escons (23,03%)
  - Partit dels Socialistes de Catalunya: 32 escons
  - Units per Avançar: 1 escons
- ERC: 33 escons (21,30%)
- Junts per Catalunya: 32 escons (20,07%)
  - Junts per Catalunya: 30 escons
  - Demòcrates de Catalunya: 1 escó
  - Independents: 1 escó
- Vox: 11 escons (7,67%)
- CUP-DT: 4 escons (4,09%)
- ECP-PEC: 8 escons (6,87%)
  - Catalunya en Comú: 5 escons
  - Barcelona en Comú: 1 escó
  - Podem: 2 escons
- C's: 6 escons (5,58%)
- PP: 3 escons (3,85%)
  - Partit Popular Català: 2 escons
  - Independents: 1 escó

### XV Legislatura del Parlament de Catalunya
Les eleccions al Parlament de Catalunya del 12 de maig de 2024 van ser unes eleccions celebrades el 12 de maig de 2024, on hi va haver una participació del 55,31%.
- PSC-Units: 42 escons (27,94%)
- Junts per Catalunya: 35 escons (21,64%)
- ERC: 20 escons (13,68%)
- PP: 15 escons (10,97%)
  - Vox: 11 escons (7,95%)
  - Comuns-Sumar: 6 escons (5,81%)
- CUP-DT: 4 escons (4,09%)
- AC: 2 escons (3,79%)

### Escons per Legislatura
|  | Candidatura                 | I Leg.-R | I Leg.-A | II Leg. | III Leg. | IV Leg. | V Leg. | VI Leg. | VII Leg. | VIII Leg. | IX Leg. | X Leg. | XI Leg. | XII Leg. | XIV Leg. - PC | XV Leg. |
|  | --------------------------- | -------- | -------- | ------- | -------- | ------- | ------ | ------- | -------- | --------- | ------- | ------ | ------- | -------- | ------------- | ------- |
|  | PSC                         |          |          |         |          |         |        |         |          | 37        | 28      | 20     | 16      | 17       | 33            | 42      |
|  | ERC                         |          |          |         |          |         |        |         |          | 21        | 10      | 21     | 20      | 32       | 33            | 20      |
|  | C's                         |          |          |         |          |         |        |         |          | 3         | 3       | 9      | 25      | 36       | 6             |         |
|  | PPC                         |          |          |         |          |         |        |         |          | 14        | 18      | 19     | 11      | 4        | 3             | 15      |
|  | CUP-G                       |          |          |         |          |         |        |         |          |           |         | 3      | 10      | 4        | 9             | 4       |
|  | CSQP(2017) / ECP-PEC (2021) |          |          |         |          |         |        |         |          |           |         |        | 11      | 8        | 8             | 6       |
|  | Junts                       |          |          |         |          |         |        |         |          |           |         |        |         | 34       | 31            |         |
|  | Vox                         |          |          |         |          |         |        |         |          |           |         |        |         |          | 10            | 11      |
|  | CDC                         |          |          |         |          |         |        |         |          |           |         |        | 28      |          |               |         |
|  | Junts pel Sí                |          |          |         |          |         |        |         |          |           |         |        | 62      |          |               | 35      |
|  | Convergència i Unió         |          |          |         |          |         |        |         |          | 48        | 62      | 50     |         |          |               |         |
|  | ICV-EUiA                    |          |          |         |          |         |        |         |          | 12        | 10      | 13     |         |          |               |         |
|  | Solidaritat                 |          |          |         |          |         |        |         |          |           | 4       |        |         |          |               |         |
|  | No adscrits                 |          |          |         |          |         |        |         |          |           |         |        |         |          | 2             |         |

## Canvi de la nomenclatura de les legislatures
El Ple del Parlament va aprovar el 2 de juny del 2021 en una resolució conjunta de JxCat, ERC, ECP i la CUP perquè la legislatura que va començar el 6 de desembre de 1932 fos considerada la primera de la institució, i en conseqüència la Tretzena legislatura de la Catalunya autonòmica passaria a anomenar-se XIV legislatura del Parlament de Catalunya i, d'ençà d'aquest moment, serien anomenades d'acord amb la nova numeració i denominació.

## Retribucions
Retribucions brutes anuals, segons el pressupost del 2015:
- President/a de la mesa: 121.679,48 €
- Vicepresident/a de la mesa: 88.006,10 €
- President/a de grup parlamentari: 74.845,81 €
- Portaveu de grup parlamentari: 73.144,24 €
- Diputat/da: 37.330,41 €